# Corrent de retenció (electrònica)

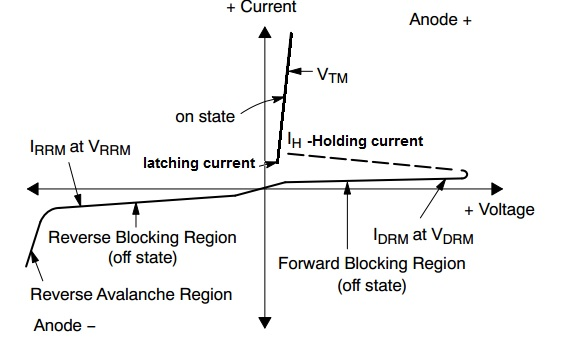
El corrent de bloqueig és inferior al corrent de retenció.

El corrent de retenció (hipostàtic) per als dispositius elèctrics, electromagnètics i electrònics és el corrent mínim que ha de passar per un circuit perquè es mantingui en l'estat "ON". El terme es pot aplicar a un únic interruptor o a un dispositiu sencer. Un exemple senzill de mantenir el corrent és en un buit d'espurna.
En els circuits més bàsics, si el corrent cau per sota del corrent de retenció fins i tot breument, el circuit s'apaga (es bloqueja). Tanmateix, els circuits i dispositius complexos poden tenir diferents retards incorporats entre el moment en què el corrent cau per sota d'aquest nivell i el moment en què el dispositiu s'apaga. Si un dispositiu s'encén quan es restableix el corrent és un problema de disseny. El corrent necessari per restaurar el circuit a l'estat "ON", anomenat "corrent llindar" (vegeu tensió llindar), pot ser molt més gran que el corrent de retenció, o només una mica més. No obstant això, quan el dispositiu està dissenyat per tornar a "ON" després de restablir el corrent i quan el dispositiu està funcionant al nivell de corrent de retenció o aproximadament, lleugeres variacions en el corrent poden provocar parpelleig quan el dispositiu s'activa i s'activa. '. Si el parpelleig no és desitjable, es pot reduir mitjançant l'ús de condensadors o altres circuits, d'altra banda, el parpelleig es pot utilitzar per mesurar petits esdeveniments com en un tub Geiger-Müller.
Un terme relacionat és latching current, que és el corrent addicional mínim que pot compensar qualsevol corrent d'entrada (porta) que falti per mantenir el dispositiu "ON", és a dir, per mantenir l'estructura interna del dispositiu bloquejada.